# Reinhold Govert Leuhusen
Reinhold Govert Leuhusen, född 1601, död 1655, var en svensk underståthållare, son till Hans Leuhusen. Han var gift med Emerentia Rosenstierna, död 1645 och senare gift med Catharina Grönberg född 1621, död 1677. Han adlades 1645. Hans son hovmarskalken Peter Leuhusen (1649–1726) upphöjdes 1719 i friherrligt stånd.

## Biografi
Reinhold Govert Leuhusen studerade för Johannes Messenius i Uppsala 1611, inskrevs vid universitetet i Leiden 1620 och var en av dem som 1635 i riksrådet föreslogs till en assessortjänst i Svea hovrätt. Då han liksom sin mor var kalvinist ansågs han inte kunna komma i fråga, men blev kommissarie och sekreterare i amiralitetskollegium, adlades 1645 och blev underståthållare i Stockholm. Leuhusen var en av de åtta personer med Axel Oxenistierna och Louis De Geer i spetsen som grundade Västerviks skeppsbyggerikompani. Han lät bygga det Petersenska huset i Stockholm.